# Kanton Thônes
Kanton Thônes (fr. Canton de Thônes) je francouzský kanton v departementu Horní Savojsko v regionu Rhône-Alpes. Skládá se z 10 obcí.

## Obce kantonu
- La Balme-de-Thuy
- Le Bouchet
- Les Clefs
- La Clusaz
- Le Grand-Bornand
- Manigod
- Serraval
- Saint-Jean-de-Sixt
- Thônes
- Les Villards-sur-Thônes